# Osady abisalne

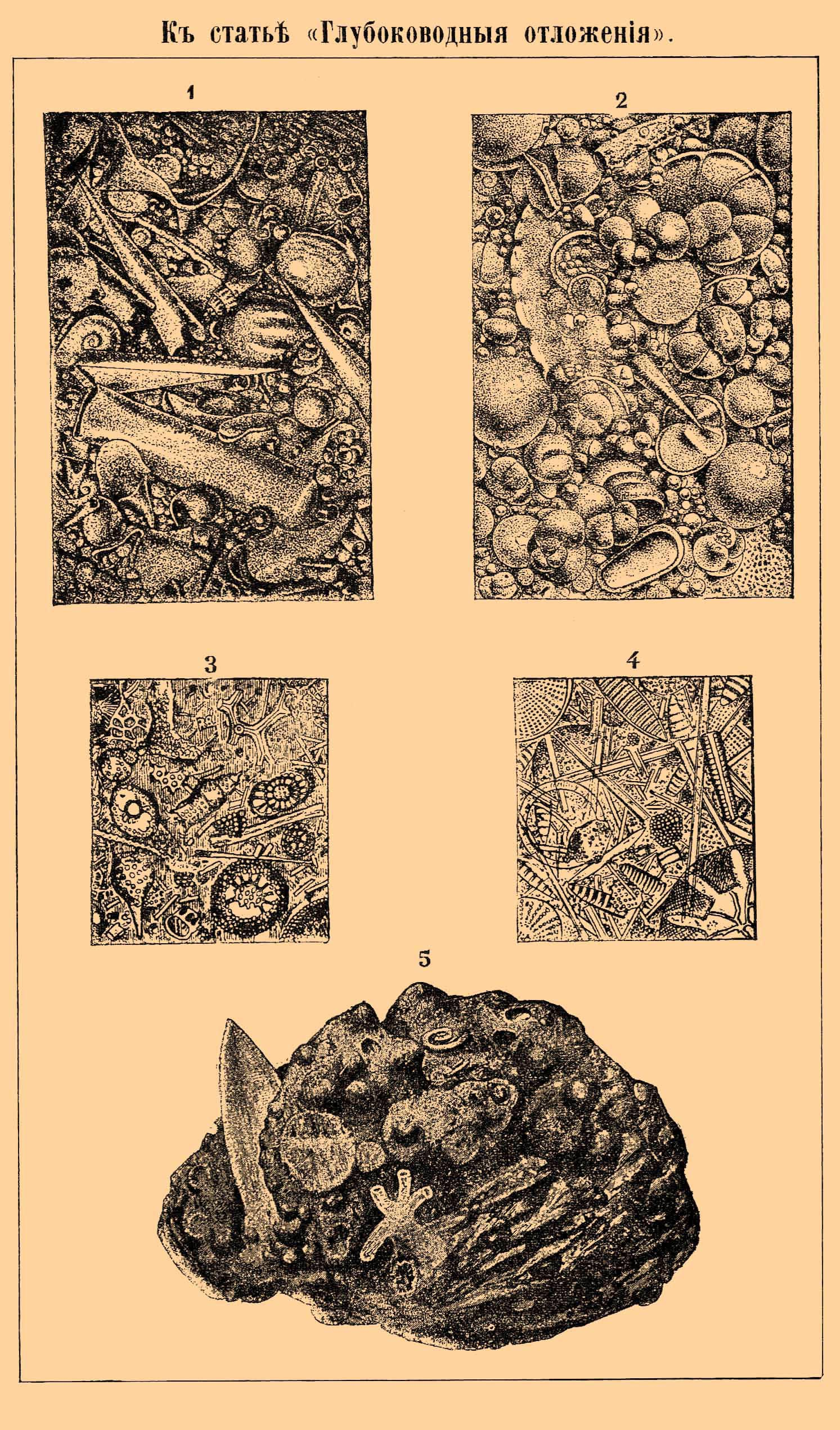
Osady abisalne

Osady abisalne – osady tworzące się w strefie abisalnej poniżej strefy hemipelagicznej na dnie wielkich głębin oceanicznych, reprezentowane głównie przez muły głębinowe. Wśród osadów nieorganicznych dominuje czerwony muł głębinowy, w którego składzie znajdują się produkty rozkładu skał, popiołu wulkanicznego, pyłu i iłu lądowego oraz pyłu meteorytowego.